# Jaghnóbština

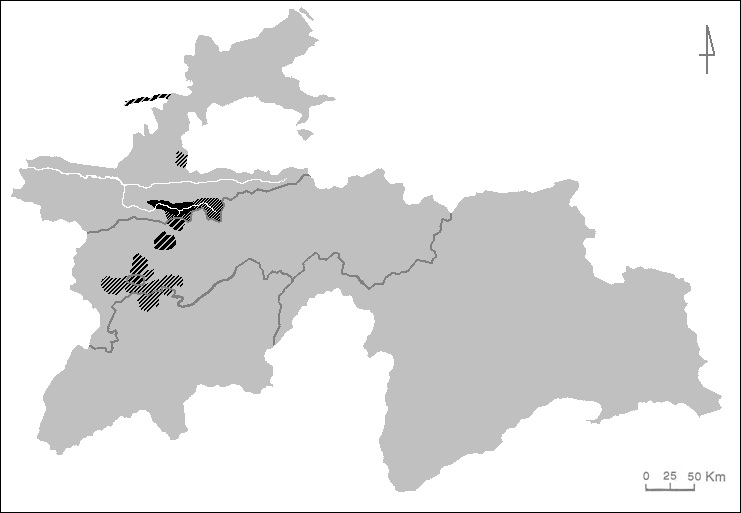
Oblasti, ve kterých žijí mluvčí jaghnóbského jazyka či tádžickojazyčné obyvatelstvo jaghnóbského původu (intenzita šrafování vyznačuje relativní homogenitu jaghnóbských komunit v daných oblastech)

Jaghnóbština (jaghnóbský jazyk) – jaghnóbsky яғнобӣ зивок (yaγnobī́ zivók [jɑʁnɔ:'bi: zɪ̆'vo:kʰ]) je žijícím jazykem severovýchodní skupiny íránských jazyků. Jaghnóbština se užívá zejména v oblasti Jaghnóbského údolí na horním toku řeky Jaghnób v severozápadním Tádžikistánu, mluvčí tohoto jazyka však žijí i v dalších oblastech Tádžikistánu, v oblasti Varzóbu, Zafaróbódu a v severních částech města Dušanbe. Počet mluvčích je odhadován na 12 500 jedinců.
Jaghnóbština je považována za potomka sogdštiny, jazyka Sogdiany, tedy oblasti Samarkandu, Bucháry a Pandžikentu, sogdštinu však používali obchodníci a učenci na širším území Střední Asie, množství písemných památek známe zejména z Turfanské oázy v Čínském Turkestánu. Na rozdíl od sogdštiny však jaghnóbština vykazuje určité odlišnosti, které ukazují, že jde spíše o jazyk velice příbuzný sogdštině, ale nelze s jistotou stanovit, že by se jaghnóbština byla vyvinula přímo ze sogdštiny.

## Písmo
Jaghnóbské písmo ještě nebylo plně kodifikováno – běžně se používá tádžická cyrilice, ve vědeckých textech se označují délky (ӣ, ӯ) a rozlišuje se mezi hláskami /v/ a /w/ – pro druhou uvedenou hlásku se používá latinské písmeno ԝ, v běžných textech se však pro obě hlásky používá cyrilské в.
| А а | Б б   | В в | Ԝ ԝ | Г г     | Ғ ғ | Д д | Е е |
| Ё ё | Ж ж   | З з | И и | Ӣ ӣ     | Й й | К к | Қ қ |
| Л л | М м   | Н н | О о | П п     | Р р | С с | Т т |
| У у | Ӯ ӯ   | Ф ф | Х х | (Хԝ хԝ) | Ҳ ҳ | Ч ч | Ҷ ҷ |
| Ш ш | ъ / ʼ | Э э | Ю ю | Я я     |     |     |     |

Cyrilská písmena odpovídají následujícím symbolům v latinském vědeckém přepisu:
а (a, ā) б (b) в (v) ԝ (w, u̯) г (g) ғ (γ)
д (d) е (e / ye / ɛ) ё (yo) ж (ž) з (z)
и (i, ī) ӣ (i, ī) й (y) к (k) қ (q)
л (l) м (m) н (n) о (o) п (p)
р (r) с (s) т (t) у (u, ū) ӯ (ʏ)
ф (f) х (x) хԝ (x°) ҳ (h, ẖ) ч (č) ҷ (ǰ)
ш (š) ъ / ʼ (ع) э (e) ю (yu, yū, yʏ) я (ya, yā)

## Fonetika a fonologie
Jaghnóbština má 10 samohlásek – 3 krátké, 7 dlouhých – a 27 souhlásek.

### Samohlásky
| Edituj                                     | Přední                                           | Téměř přední                                     | Střední                                          | Téměř zadní                                      | Zadní                                            |
| Zavřená                                    | \| iː • yː • uː ɪ • • ʊ eː • ɛː • ɔː a • ɑː • \| | \| iː • yː • uː ɪ • • ʊ eː • ɛː • ɔː a • ɑː • \| | \| iː • yː • uː ɪ • • ʊ eː • ɛː • ɔː a • ɑː • \| | \| iː • yː • uː ɪ • • ʊ eː • ɛː • ɔː a • ɑː • \| | \| iː • yː • uː ɪ • • ʊ eː • ɛː • ɔː a • ɑː • \| |
| Téměř zavřená                              | \| iː • yː • uː ɪ • • ʊ eː • ɛː • ɔː a • ɑː • \| | \| iː • yː • uː ɪ • • ʊ eː • ɛː • ɔː a • ɑː • \| | \| iː • yː • uː ɪ • • ʊ eː • ɛː • ɔː a • ɑː • \| | \| iː • yː • uː ɪ • • ʊ eː • ɛː • ɔː a • ɑː • \| | \| iː • yː • uː ɪ • • ʊ eː • ɛː • ɔː a • ɑː • \| |
| Polozavřená                                | \| iː • yː • uː ɪ • • ʊ eː • ɛː • ɔː a • ɑː • \| | \| iː • yː • uː ɪ • • ʊ eː • ɛː • ɔː a • ɑː • \| | \| iː • yː • uː ɪ • • ʊ eː • ɛː • ɔː a • ɑː • \| | \| iː • yː • uː ɪ • • ʊ eː • ɛː • ɔː a • ɑː • \| | \| iː • yː • uː ɪ • • ʊ eː • ɛː • ɔː a • ɑː • \| |
| Středová                                   | \| iː • yː • uː ɪ • • ʊ eː • ɛː • ɔː a • ɑː • \| | \| iː • yː • uː ɪ • • ʊ eː • ɛː • ɔː a • ɑː • \| | \| iː • yː • uː ɪ • • ʊ eː • ɛː • ɔː a • ɑː • \| | \| iː • yː • uː ɪ • • ʊ eː • ɛː • ɔː a • ɑː • \| | \| iː • yː • uː ɪ • • ʊ eː • ɛː • ɔː a • ɑː • \| |
| Polootevřená                               | \| iː • yː • uː ɪ • • ʊ eː • ɛː • ɔː a • ɑː • \| | \| iː • yː • uː ɪ • • ʊ eː • ɛː • ɔː a • ɑː • \| | \| iː • yː • uː ɪ • • ʊ eː • ɛː • ɔː a • ɑː • \| | \| iː • yː • uː ɪ • • ʊ eː • ɛː • ɔː a • ɑː • \| | \| iː • yː • uː ɪ • • ʊ eː • ɛː • ɔː a • ɑː • \| |
| Téměř otevřená                             | \| iː • yː • uː ɪ • • ʊ eː • ɛː • ɔː a • ɑː • \| | \| iː • yː • uː ɪ • • ʊ eː • ɛː • ɔː a • ɑː • \| | \| iː • yː • uː ɪ • • ʊ eː • ɛː • ɔː a • ɑː • \| | \| iː • yː • uː ɪ • • ʊ eː • ɛː • ɔː a • ɑː • \| | \| iː • yː • uː ɪ • • ʊ eː • ɛː • ɔː a • ɑː • \| |
| Otevřená                                   | \| iː • yː • uː ɪ • • ʊ eː • ɛː • ɔː a • ɑː • \| | \| iː • yː • uː ɪ • • ʊ eː • ɛː • ɔː a • ɑː • \| | \| iː • yː • uː ɪ • • ʊ eː • ɛː • ɔː a • ɑː • \| | \| iː • yː • uː ɪ • • ʊ eː • ɛː • ɔː a • ɑː • \| | \| iː • yː • uː ɪ • • ʊ eː • ɛː • ɔː a • ɑː • \| |
| iː • yː • uː ɪ • • ʊ eː • ɛː • ɔː a • ɑː • |                                                  |                                                  |                                                  |                                                  |                                                  |

krátké: i [i-ɪ-e], a [(æ-)a(-ɑ)], u [(y-)u-ʊ-o] (samohlásky /i/ a /u/ jsou silně redukovány v otevřené slabice před přízvukem)
dlouhé: ī [i:], ɛ [ɛ:], e [(ɛ:-)e:], ā [(a:)-ɑ:], o [(ɒ:-)ɔ:(-o:-u:)] (/o/ se často mění na /ū/ před /m, n/), ū [u:], ʏ [(u:-)y:-y:i̯(-i:)]
dvojhlásky: ay [ai̯] (/ay /se objevuje většinou ve výpůjčkách, v domácích slovech se vyskytuje pouze v západním nářečí, ve východním nářečí mu odpovídá /e/ [ɛ:]), oy [ɔ:i̯], uy [ʊi̯], ūy [u:i̯], ʏy [y:i̯], iy [ɪi̯]; ow [ɔ:u̯], aw [au̯]

### Souhlásky
plozívy: [pʰ] /p), [b], [tʰ] /t/, [d], [kʰ] /k/, [ɡ] /g/ (/k/ a /g/ jsou palatalizovány na [cʰ] a [ɟ] před samohláskami přední řady anebo na konci slova), [qʰ] /q/ (neznělé plozívy ztrácejí svou aspiraci, následuje-li za nimi jiný konsonant)
frikativy: [f], [v], [s], [z], [ɕ] /š/, [ʑ] /ž/, [χ] /x/, [ʁ] /γ/, [χʷ] /x°/, [h] ([ɦ] se objevuje jako alofón /h/ mezi samohláskami anebo v kontaktu se znělou souhláskou), [ħ] /ẖ/, [ʕ] /ع/
affrikáty: [tʃ] /č/, [dʒ] /ǰ/
nazály: [m], [n] (obě hlásky mohou mít alofóny [ŋ] a [ɱ] před /k, g/, respektive /f, v/)
vibranty: [r]
laterály: [l]
approximanty: [β̞] /w/ (alofón [u̯] po samohlásce na konci slabiky či před konsonantem), [j] /y/
Znělé souhlásky jsou běžně vyslovovány nezněle na konci slova. Následuje-li slovo začínající znělým konsonantem, je poslední konsonant předcházejícího slova asimilován ke znělému konsonantu – v tomto případě je hláska /q/ znělostně asimilována jako /γ/, nikoliv [ɢ].
Hlásky /b, g, h, ẖ, ǰ, q, l ع/ se většinou objevují ve slovech cizího původu, v původních jaghnóbských slovech jsou tyto konsonanty vzácné.
|                         | Bila‐ biály | Labio‐ dentály | Alveoláry | Post‐ alveo‐ láry | Pala‐ tály | Veláry | Uvu‐ láry | Faryn‐ gály | Glo‐ tály |
| Nazály                  | m           |                | n         |                   |            |        |           |             |           |
| Plozivy                 | p b         |                | t d       |                   | c ɟ        | k ɡ    | q         |             |           |
| Afrikáty                |             |                |           | tʃ dʒ             |            |        |           |             |           |
| Frikativy               |             | f v            | s z       | ɕ ʑ               |            |        | χ ʁ       | ħ ʕ         | h         |
| Labializované frikativy |             |                |           |                   |            |        | χʷ        |             |           |
| Vibranty                |             |                | r         |                   |            |        |           |             |           |
| Aproximanty             | β̞           |                |           |                   | j          |        |           |             |           |
| Laterální aproximanty   |             |                | l         |                   |            |        |           |             |           |

## Gramatika

### Podstatná jména
Pádové koncovky:
| pád                        | kořen končící konsonantem | kořen končící vokálem jiným než -a | kořen končící vokálem -a         |
| -------------------------- | ------------------------- | ---------------------------------- | -------------------------------- |
| Sg. přímý pád (nominativ)  | –                         | –                                  | -a                               |
| Sg. nepřímý pád (obliquus) | -i                        | -y                                 | -ay (Záp.dial.), -ɛ (Vých.dial.) |
| Pl. přímý pád              | -t                        | -t                                 | -ot                              |
| Pl. nepřímý pád            | -ti                       | -ti                                | -oti                             |

Příklady:
- kat (dům) : obl.sg. káti, pl. katt, obl.pl. kátti
- mayn (Záp.dial.) / mɛn (Vých.dial.) (vesnice) : obl.sg. máyni/mɛ́ni, pl. maynt/mɛnt, obl.pl. máynti/mɛ́nti
- póda (noha) : obl.sg. póday/pódɛ, pl. pódot, obl.pl. pódoti
- akó (starší bratr) : obl.sg. akóy, pl. akót, obl.pl. akóti
- zindagī́ (život) : obl.sg. zindagī́y, pl. zindagī́t, obl.pl. zindagī́ti
- mórti (muž) : obl.sg. mórtiy, pl. mórtit, obl.pl. mórtiti

### Zájmena
Jaghnóbská osobní zájmena:
| Osoba | Přímý pád singuláru | Nepřímý pád singuláru | Enklitický tvar singuláru | Přímý pád plurálu | Nepřímý pád plurálu | Enklitický tvar plurálu |
| ----- | ------------------- | --------------------- | ------------------------- | ----------------- | ------------------- | ----------------------- |
| 1.    | man                 | man                   | -(i)m                     | mox               | mox                 | -mox                    |
| 2.    | tu                  | tau̯                   | -(i)t                     | šumóx             | šumóx               | -šint                   |
| 3.    | ax, iš              | áwi, ít(i)            | -(i)š                     | áxtit, íštit      | áwtiti, ítiti       | -šint                   |

### Číslovky
| číslovka | východní dialekt | západní dialekt         | vypůjčené tádžické číslovky |
| -------- | ---------------- | ----------------------- | --------------------------- |
| 1        | ī                | ī                       | yak, yag, ya                |
| 2        | dū               | dʏ                      | du                          |
| 3        | saráy            | tiráy                   | se, say                     |
| 4        | tafór            | tufór, tifór            | čor                         |
| 5        | panč             | panč                    | panǰ                        |
| 6        | uxš              | uxš                     | šiš, šaš                    |
| 7        | avd              | aft                     | haft                        |
| 8        | ašt              | ašt                     | hašt                        |
| 9        | nau̯              | nau̯                     | nuh                         |
| 10       | das              | das                     | dah                         |
| 11       | das ī            | das ī                   | yozdáh                      |
| 12       | das dū           | das dʏ                  | duwozdáh                    |
| 13       | das saráy        | das tiráy               | senzdáh                     |
| 14       | das tafór        | das tufór / tifór       | čordáh                      |
| 15       | das panč         | das panč                | ponzdáh                     |
| 16       | das uxš          | das uxš                 | šonzdáh                     |
| 17       | das avd          | das aft                 | habdáh, havdáh              |
| 18       | das ašt          | das ašt                 | haždáh                      |
| 19       | das nau̯          | das nau̯                 | nūzdáh                      |
| 20       |                  |                         | bīst                        |
| 30       | bī́st-at das      | bī́st-at das             | sī                          |
| 40       | dū bīst          | dʏ bīst                 | čil                         |
| 50       | dū nī́ma bīst     | dʏ nī́ma bīst            | pinǰóh, panǰóh              |
| 60       | saráy bīst       | tiráy bīst              | šast                        |
| 70       | saráy nī́ma bīst  | tiráy nī́ma bīst         | haftód                      |
| 80       | tafór bīst       | tufór / tifór bīst      | haštód                      |
| 90       | tafór nī́ma bīst  | tufór / tifór nī́ma bīst | navád                       |
| 100      |                  |                         | sad                         |
| 1000     |                  |                         | hazór                       |

Po číslovkách od dvou výše následuje počítaná entita v nepřímém pádě singuláru, např. tafór mórtiy (čtyři muži), saráy mési (tři dny), čil áspi (čtyřicet koní).

## Ukázkový text
"Fálγar-at Yáγnob asosī́ láfz-šint ī-x gumū́n, néki áxtit toǰīkī́-pi wó(v)ošt, mox yaγnobī́-pi. 'Mʏ́štif' wó(v)omišt, áxtit 'Muždív' wó(v)ošt."
[ˈfalʁɑratʰ ˈjɑʁnɔˑb asɔˑˈsiː ˈlafzɕɪntʰ ˈiːχ ɡʊˈmoːn ˈneːcʰe ˈɑχtʰɪtʰ tʰɔˑdʒiˑˈcʰiːpʰe ˈβ̞oːˀɔˑɕtʰ moːʁ jɑʁnɔˑˈbiːpʰe ˈmyːɕtʰɪf ˈβ̞oːˀoˑmɪɕtʰ ˈɑχtʰɪtʰ mʊʒˈdɪv ˈβ̞oːˀɔˑɕtʰ]
"Ve Falgharu a v Jaghnóbu je vlastně jen jeden základní jazyk, ale oni mluví tádžicky a my mluvíme jaghnóbsky. My říkáme 'Mýštif', oni říkají 'Muždiv'."
(V cyrilském pravopise by text vypadal zřejmě takto: "Фалғарат Яғноб асосӣ лафзшинт ӣх гумун, неки ахтит тоҷикипӣ ԝовошт, мох яғнобипӣ. 'Мӯштиф' ԝовомишт, ахтит 'Муждив' ԝовошт.")